# Evelyn Farrell (vận động viên)
Evelyn Farrell (sinh 10 tháng 4 năm 1960) là một viên chạy nước rút người cạnh tranh cho Antilles Hà Lan tại Olympic mùa hè năm 1984 và cho Aruba tại Olympic mùa hè 1988.

## Sự nghiệp
Farrell 24 tuổi  và là người lớn tuổi nhất trong Đội tuyển Olympic Antilles của Hà Lan năm 1984, khi bà thi đấu ở cự ly 100 mét, bà được xếp ở làn chạy số 4 và chạy mất 11,94 giây và kết thúc lần thứ sáu đủ nhanh để đủ điều kiện nhưng chỉ kém 0,27 giây sau Cécile Ngambi, người về thứ năm và đủ điều kiện cho vòng tiếp theo, người chiến thắng trong sự nóng bỏng của cô là Alice Brown, người đã giành được huy chương bạc trong trận chung kết.
Bốn năm sau, Farrell là đại diện cho Argentina tại Thế vận hội Mùa hè 1988 được tổ chức tại Seoul, Hàn Quốc, lần này cô thi đấu ở cự ly 100 mét và 200 mét, trong 100 mét, cô đã chạy được 12,48 giây và hoàn thành thứ tám trong sự nóng bỏng của mình Tiến vào vòng tiếp theo, người chiến thắng trong sự nóng bỏng của cô là Florence Griffith Joyner, người đã giành được huy chương vàng trong sự kiện này. Trong 200 mét, cô đã chạy nó trong 25,74 giây và một lần nữa hoàn thành thứ tám trong sức nóng của mình nên không đủ điều kiện cho vòng tiếp theo.
Farrell hiện là Chủ tịch của Liên đoàn thể thao Argentina.